# Josip Kosor
Josip Kosor (* 27. Januar 1879 in Trbounje; † 23. Januar 1961 in Dubrovnik) war ein kroatischer Erzähler und Dramatiker.

## Leben
Josip Kosor begann seine literarische Laufbahn mit Erzählungen über das bäuerliche Leben in Slawonien. 1906 unternahm er eine erste Reise in die Zentren der Secession: Wien und München. Mit Unterbrechungen lebte er dann bis 1915 in Wien, München und Berlin. Er erlernte schnell die deutsche Sprache und fand die Unterstützung namhafter Autoren wie Richard Schaukal, Stefan Zweig und Hermann Bahr.
Unter diesem Einfluss entstanden die ersten Dramen Kosors, Brand der Leidenschaften (1910) und Versöhnung (1911), die erfolgreich an mehreren deutschen Bühnen aufgeführt wurden. Seine Gedichte und Erzählungen erschienen in Berliner und Wiener Zeitungen. Weitere Bühnenwerke entstanden in den 1920er Jahren, darunter Zena (1920), Nepobjediva lada (1921), U Café du Dôme (1922), Rotonda (1925), Covjecanstvo (1925) und Nijemak (1926). 1950 verfasste er eine Autobiografie (Kratkoj autobiografiji). Kosor wurde dreimal (1926, 1927 und 1939) für den Nobelpreis für Literatur nominiert.